# Sumatinatha

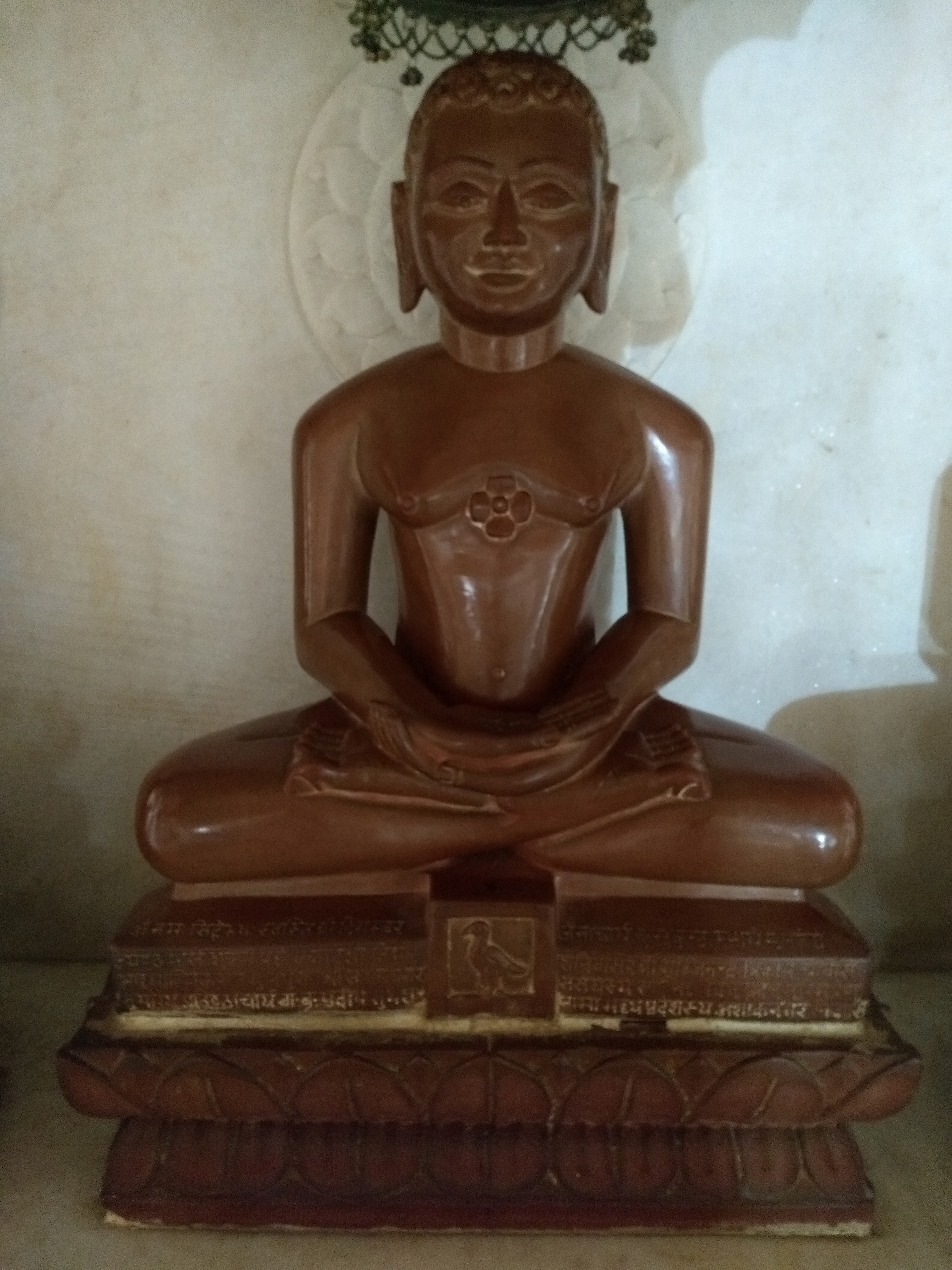
Estatua de Sumatinatha en un templo jainista.

Sumatinatha fue el quinto Tirthankara jainista de la era actual (Avasarpini). Sumatinatha nació de un rey Kshatriya Megha (Megharatha) y la reina Mangalavati (Sumangalavati) en Ayodhya en la dinastía Ikshvaku. Su Janma Kalyanak (cumpleaños) fue el octavo día del mes Vaisakha Sudi del calendario jainista.
Alcanzó Kevala Jnana bajo el árbol priyangu. Se convirtió en un siddha, un alma liberada que ha destruido todo su karma. En su encarnación anterior, Sumatinatha fue un Indra en el Jayanta Vimana.